# Escudo de Bajo Pallars

Representación del escudo de armas municipal de Bajo Pallars.

El escudo de armas de Baix Pallars es un símbolo del municipio español de Bajo Pallars y se describe, según la terminología precisa de la heráldica, por el siguiente blasón:

«Escudo en losange de ángulos rectos: de azur, un jarrón de plata superado de una corona antigua de oro. Por timbre, una corona de villa».

## Diseño
La composición está formada sobre un fondo en forma de cuadrado apoyado sobre una de sus aristas (escudo de ciudad) según la configuración difundida en Cataluña al haber sido adoptada por la administración en sus especificaciones para el diseño oficial, de color azul (azur), una carga principal formada por una representación de un jarrón de color gris claro (plata o argén) con la representación de una corona antigua (un círculo adornado de puntas o rayos) encima y sin tocar (superada) de color amarillo (oro).
El escudo está acompañado en la parte superior de un timbre en forma de corona mural, que es la adoptada por la Generalidad de Cataluña para timbrar genéricamente a los escudos de los municipios. En este caso, se trata de una corona mural de villa, que básicamente es un lienzo de muralla amarillo (oro) con puertas y ventanas en negro (cerrado de sable), con ocho torres almenadas, cinco de ellas vistas.

## Historia
Este blasón fue aprobado el 29 de julio de 2009 y publicado en el DOGC n.º 5.466 de 17 de septiembre del mismo año.
El 22 de noviembre de 2006 el municipio acordó la adopción del nuevo escudo, adecuado a la legislación vigente, basándose en elementos tradicionales y característicos del escudo de la villa de Gerri de la Sal, que está documentado desde el inicio del siglo XIX. Gerri de la Sal es la cabecera municipal de Bajo Pallars.